# Alfredo Jalilie
Alfredo Jalilie Awapara (n. Cuzco, 5 de marzo de 1946) es un economista peruano. Fue Viceministro de Hacienda del Perú entre 1991 y 2001 siendo condenado por haber realizado pagos ilegales a favor del asesor presidencial Vladimiro Montesinos durante el gobierno de Alberto Fujimori

## Biografía
Nació en Cuzco en 1946. Hijo de Bichara Jalilie, comerciante de origen palestino, y María Awapara. 
Ingresó a la Universidad Nacional Federico Villarreal para estudiar Economía. A los pocos años obtuvo una beca de la Fundación Ford y se trasladó a Santiago de Chile para estudiar Ciencias Económicas y Comerciales en la Universidad de Chile . Realizó cursos de especialización en Política Financiera en el Fondo Monetario Internacional, así como especializaciones en Banca y Finanzas en Escuela Superior de Administración para Graduados - ESAN.
Fue Director de Petroperú, del Banco Exterior de los Andes y de la Compañía de Negociaciones Mobiliarias e Inmobiliarias S.A. (CONEMINSA).
De 1974 a 1978 fue Asesor del Comité de asuntos Financieros y Bancarios del Ministerio de Economía.
En 1984 Ingresó a trabajar al Ministerio de Economía y Finanzas como director general del Tesoro Público, cargo que ocupó hasta 1988.
En 1988 fue designado como Superintentente de la Superintendencia Nacional de Administración Tributaria (SUNAT).
Se ha desempeñado como docente en la Universidad Nacional Federico Villarreal, en la Pontificia Universidad Católica del Perú, en la Escuela Superior de Administración para Graduados y en la Universidad Nacional de Ingeniería.

### Viceministro de Hacienda
En julio de 1990 fue designado Viceministro de Hacienda por el presidente Alberto Fujimori.
Como tal, fue Presidente del Directorio del Banco de la Nación desde 1993 hasta 2001. 
El 6 de noviembre de 1992 fue nombrado Director del Banco Central de Reserva del Perú por Decreto Ley N.º 25835, cargo que ejerció hasta agosto de 2000.
Renunció al Viceministerio en mayo de 2001.

### Acusaciones
Fue procesado por haber autorizado el pago de 15 millones de dólares a Vladimiro Montesinos por servicios al Estado.
En junio de 2006, el gobierno de Alejandro Toledo le otorgó el derecho de gracia, por lo que salió en libertad el 10 de julio.